# Décembre 2022
Cette page présente les faits marquants du mois de décembre 2022.

## Événements
- 9 novembre au 4 décembre : 12e édition de la Route du Rhum.
- 20 novembre au 18 décembre : 22e édition de la coupe du monde de football au Qatar.
- 2 décembre : l’Indonésie annonce qu'elle est sur le point d'adopter un nouveau code pénal, qui remplacera le précédent hérité des Indes orientales néerlandaises[1].
- 4 décembre :
  - l'Iran annonce  l'abolition de la police de la moralité après plus de deux mois de manifestations consécutives à la mort de Mahsa Amini[2] ;
  - début de manifestations en Mongolie.
- 6 décembre : élections législatives à la Dominique.
- 6 au 17 décembre : Conférence de l'ONU sur la biodiversité (COP 15) à Montréal au Canada.
- 7 décembre :
  - les autorités chinoises annoncent un assouplissement des règles anti-Covid-19 (stratégie zéro covid)[3] ;
  - après une tentative d'auto-coup d'État  au Pérou, le président Pedro Castillo est destitué ; la vice-présidente Dina Boluarte lui succède[4].
- 8 décembre : élections législatives aux Îles Féroé.
- 9 décembre : des arrestations déclenchent le scandale de corruption du Qatar au Parlement européen.
- 11 décembre : Pedro Angulo devient président du Conseil des ministres du Pérou.
- du 13 décembre au 18 décembre : Championnats du monde de natation en petit bassin 2022 à Melbourne en Australie.
- 14 décembre : élections législatives aux Fidji.
- 17 décembre :
  - Leo Varadkar redevient Premier ministre d'Irlande, succédant à Micheál Martin ;
  - élections législatives anticipées en Tunisie.
- 18 décembre :
  - élections archiépiscopales à Chypre ;
  - finale de la Coupe du monde de football au Qatar, remportée par l'équipe d'Argentine face à l'équipe de France ;
  - naufrage de la corvette HTMS Sukhothai de la Marine royale thaïlandaise dans le Golfe de Thaïlande. Au 30 décembre, 23 corps sont retrouvés et 5 personnes sont portées disparues, 76 marins ont été secourus[5].
- 20 décembre : dans le cadre de l'insurrection islamiste au Pakistan, une prise d'otages dans un poste de police  de Bannu  se termine par la mort de 33 talibans et de deux membres des forces spéciales[6].
- 21 décembre : Alberto Otárola est nommé président du Conseil des ministres du Pérou, succédant à Pedro Angulo.
- 22 décembre : à Washington, le président ukrainien Volodymyr Zelensky est reçu en héros par Joe Biden et les élus du Congrès.

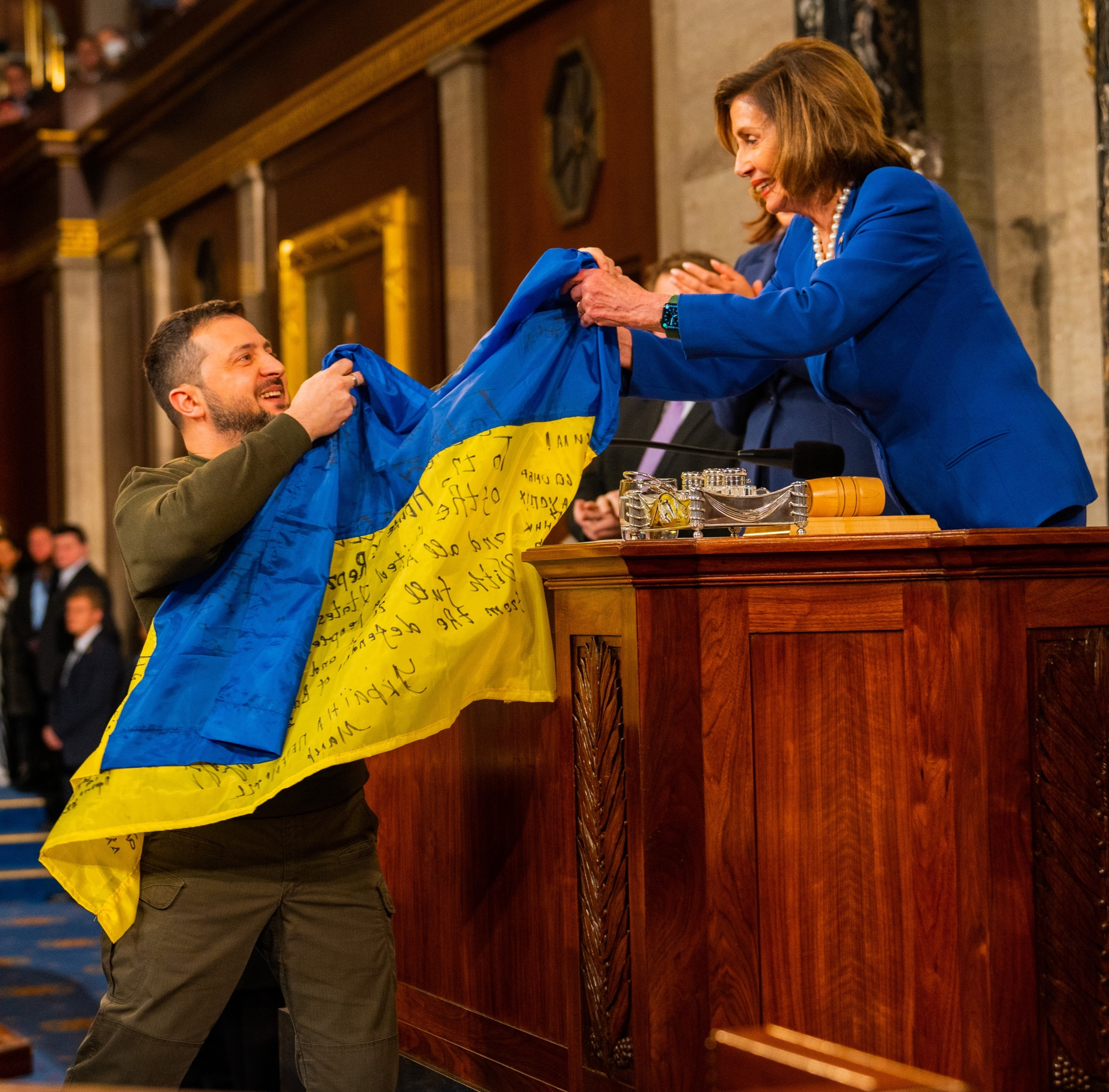
Volodymyr Zelensky lors du discours au Congrès américain, le 22 décembre 2022, transmettant le drapeau de l'Ukraine des combattants de Bakhmout.

- À partir du 22 décembre : une forte tempête hivernale frappe une grande partie du Canada et des États-Unis[7].
- 23 décembre : en France, une fusillade à Paris fait au moins trois morts.
- 24 décembre : aux Fidji, Sitiveni Rabuka est confirmé Premier ministre par le Parlement, dix jours après les élections législatives, et met un terme à plus de quinze ans de pouvoir de Frank Bainimarama.
- 26 décembre : cinq drones nord-coréens traversent la DMZ en Corée du Sud, qui brouille les avions pour les intercepter ; l'un des avions d'attaque légers sud-coréens FA-1 s'écrase au décollage, tandis qu'un drone nord-coréen s'écrase près de la capitale sud-coréenne Séoul[8].
- 28 décembre : au Cambodge, un incendie dans un hôtel-casino à Poipet, le long de la frontière avec la Thaïlande, tue au moins 19 personnes et en blesse 50 autres[9].
- 28 décembre au 6 janvier : tournée des quatre tremplins en saut à ski.
- 29 décembre : en Israël, le gouvernement Netanyahou VI entre en fonctions.
- 29 décembre : mort de Pelé[10].
- 30 décembre : une explosion dans un restaurant à Aydın, en Turquie, tue sept personnes et en blesse quatre autres[11].
- 31 décembre au 15 janvier : Rallye Dakar 2023.